# Борис Виан
Борис Виан (на френски: Boris Vian) е френски писател, драматург, поет, музикант (композитор, певец и тромпетист), преводач, критик, актьор, инженер и изобретател.
Днес Виан е известен главно със своите книги. Издадените под псевдонима Върнън Съливан са странни пародии на криминални романи, предизвикали силни спорове при излизането си, заради своята неконвенционална форма. Останалите художествени книги на Виан, публикувани под собственото му име, демонстрират силно индивидуален стил с множество конструирани думи, игри на думи и сюрреалистични сюжети. Най-известен сред тях е романът „Пяната на дните“ („L'Écume des jours“, 1947).
Борис Виан оказва силно влияние върху френската джаз сцена. Той е основният контакт в Париж на водещи американски музиканти, като Хоуги Кармайкъл, Дюк Елингтън и Майлс Дейвис, сътрудничи на няколко френски списания за джаз и пише множество статии на тази тема. Собствената му музика и песни също постигат известна популярност във Франция, като най-известна сред тях е антивоенната песен „Le Déserteur“ (1954).

## Биография
Борис Виан е четвъртото дете на заможни родители. Скоро след раждането на Виан, заради несполучливи сделки на борсата от страна на бащата, семейството обеднява и е принудено да се мести в различни градове. В началото на 1930-те Борис Виан учи в Севър и Версай, а по-късно в лицея „Кондорсе“ в Париж. Оттогава датира и вкусът му към литературата.
Започва да следва в „Екол сентрал“ през 1939 година, но в началото на Втората световна война повече се интересува от обществените събития, отколкото от образованието си. Започва да свири на тромпет в създадения от него и негови приятели бенд, сътрудничи на списание „Хот джаз“. Началото на войната във Франция съвпада и с друга негова криза – поради влошеното си здраве (сърдечно заболяване, причинено от прекаран в детството ревматизъм), Виан е принуден да се откаже от свиренето на тромпет. Все пак в началото на военните години личният му живот претърпява значителни промени – сключва брак с Мишел Легриз, а през 1942 г. се ражда и синът им Патрик. Същата година Борис Виан вече е дипломиран инженер. По това време има сериозни проблеми с властите, най-вече заради съпругата си, чийто баща е арестуван от Гестапо за предаването на секретни данни в Лондон. Досието на Виан, събирано от агентите на окупаторите и колаборационистите, обхваща стотици страници. Въпреки това Борис Виан успява да си намери скучна, но добре платена работа като инженер, която му дава възможност да започне първите си по-сериозни литературни опити.
След края на войната Борис Виан изявява напълно своя литературен и музикален талант. Публикува най-значителните си творби. В края на 50-те години на 20 век осъществява множество концертни турнета из цяла Франция и в чужбина. След известен период на огорчение заради скандалите около някои литературни произведения, към края на живота си Виан отново започва активна дейност. Снима се в киното, пише пиеси, филмови сценарии, публицистика. Здравето му обаче непрекъснато се влошава и през 1959 г. умира от инфаркт по време на кинопремиерата на „Ще плюя на вашите гробове“.

## Творчество
Творчеството на Виан лъкатуши между влечението му към джаза и литературната му страст. Той обаче успява да обедини двете и да остави значително наследство и в двете области.

## Виан и екзистенциализмът
Героят на романа „Пяната на дните“ е почитател на философа Жан-Сол Партр, колекционира всички негови книги, като повечето от тях дори не разгръща, но Виан не осмива реално екзистенциализма, а модните следвоенни увлечения по тази философия. По това време „екзистенциалист“ е нарицателно за всеки, който демонстрира по-свободен начин на живот.
Зад образа на Жан-Сол Партр лесно се разпознава знаменитият Жан-Пол Сартр, който тогава е на върха на своята слава. Виан пише романа преди да се запознае лично с него, което се случва през пролетта на 1946 г. Впоследствие Сартр подкрепя Борис Виан като публикува в своето списание негови текстове, гласува за негово награждаване. Виан се запознава и с други личности от философския кръг около Сартр, като Симон дьо Бовоар, Морис Мерло-Понти, Албер Камю и пр., но неговото собствено творчество остава с по-друга насоченост.

## Музика
Ранните музикални изяви на Борис Виан се отличават повече с ентусиазъм, отколкото с професионализъм. След войната обаче той разгръща музикалния си талант, пише песни, музика към театрални постановки, участва в джемсешъни, развива концертна дейност. Стилът му е оценен от прохождащия тогава Серж Генсбур – „Само след като чух Виан, реших да се пробвам в този уж непретенциозен жанр.“ Важно за музикалното развитие на Виан се оказва познанството му с Клод Абади. Двамата заедно създават джазова група, която се радва на огромен успех, въпреки че не поднася нещо по-различно от традиционния нюорлиънски джаз. Едва в началото на 50-те години на 20 век, след подписания договор с фирмата „Филипс“, Виан е свободен да разгърне новаторския си дух и в музиката. Появяват се множество произведения, сред които и знаменития „Дезертьорът“, която – подобно на произведенията на Съливан – предизвиква скандал заради трактовката си на войната.
Изпълненията на Виан се отличават с инструментална прецизност, чистота на музикалната фраза и внимание към нюансите на звука. Композициите му могат да бъдат условно определени като програмна музика, тъй като при тях е важна не чисто музикалната, а смисловата идея. Неизменно е обаче чувството за хумор и подчертаната склонност към довеждане до абсурд, характерна и за литературното му творчество.
Самият Виан скромничи по отношение на песенното си творчество (обхващащо над 500 песни). Твърди, че отначало му хрумва мотив, върху който да се поставят определени стихове, но този мотив е дотолкова примитивен, че след това върху него други композитори създават съвсем нови произведения.
Неговите песни са изпълнявани от братята Шарло, Жак Ижлен, Антоан, Рокин Ребелс, „Сю и Саламандрите“, Мишел Жонаш, Серж Генсбур, Ив Симон, Жан-Луи Обер, „Блуз Тротоар“, Ламбер Вилсон, Бернар Лавилие, Колюш, Анри Салвадор, Магали Ноел и др.

### Романи
- (1942 – 1943) Trouble dans les Andains – Paris: La Jeune Parque, 1966
- (1943 – 1945) Vercoquin et le plancton – Paris: Gallimard, 1946
- (1946) L'Écume des jours – Paris: Gallimard, 1946
- (1946)  L'Automne à Pékin – Paris: Scorpion, 1947
- (1948 – 1949) L'Herbe rouge – Paris: Toutain, 1950
- (1947 – 1951) L'Arrache-cœur – Paris: Vrille, 1953

посмъртно издадени
- (1942 – 1943) Trouble dans les Andains – 1966
- (1943) Conte de fées à l'usage des moyennes personnes

под псевдонима Върнън Съливан (Vernon Sullivan)
- (1946) J'irai cracher sur vos tombes – Scorpion, 1946
- (1947) Les morts ont tous la même peau – Scorpion, 1947
- (1948) Et on tuera tous les affreux – Scorpion, 1948
- (1948 – 1950) Elles se rendent pas compte – Scorpion, 1950

пълно издание на романите
- Œuvre romanesque en 6 volumes – André Sauret, 1980 – 1981

### Разкази
- (1944 – 1947) Les Fourmis – Scorpion, 1949
- (1948 – 1949) Les Lurettes fourrées – 1965
- (1945 – 1953) Le Loup-garou  – Bourgois, 1970
- (1947 – 1958) Écrits pornographiques (nouvelles et poésies) – Bourgois, 1980
- (1946 – 1952) Le Ratichon baigneur – Bourgois, 1981

### Стихотворения
- (1944) Cent sonnets – Bourgois, 1984
- (1946 – 1948) Barnum's Digest – Aux deux Menteurs, 1948
- (1946 – 1949) Cantilènes en gelée – Rougerie, 1949
- (1951 – 1959) Je voudrais pas crever (recueil de 23 poèmes). Pauvert 1962
- Poèmes et chansons
- Le Temps de vivre (Boris Vian)

### Драматургия, сценарии, либрето
- L'Équarrissage pour tous (1947) – Toutain, 1950
- Fiesta – Heugel, 1958
- Les Bâtisseurs d'empire ou le Schmürz (1957) – Collège de 'Pataphysique, 1959
- Le Goûter des généraux (1951) – Collège de 'Pataphysique, 1962
- Le dernier des métiers (1950) – Pauvert, 1965
- Le Chevalier de neige (1952 – 1955) – Bourgois, 1974
- Petits spectacles (1947 – 1959) – Bourgois, 1977
- Cinéma / Science-fiction (1946 – 1958) – Bourgois, 1978
- Opéras (1958 – 1959) – Bourgois, 1982

сборници
- Théâtre 1, Théâtre 2– U.G.E., 1971 (Théâtre 2 също като Théâtre inédit: Tête de méduse (1951), Série blême (1954?), Le Chasseur français (1955) – U.G.E., 1971

### Есета и статии
- (1946 – 1948) Chroniques du menteur – Bourgois, 1974
- (1951): Manuel de Saint-Germain-des-Prés
- Traité de civisme (1950 – 1959) – Bourgois, 1979
- La Belle Époque (1946 – 1959) – Bourgois, 1982
- Rue des ravissantes (1941 – 1959) – Bourgois, 1984
- En avant la zizique… et par ici les gros sous – Le Livre contemporain, 1958
- Derrière la zizique – Bourgois, 1976
- Écrits sur le jazz, tome 1 (1946 – 1952) – Bourgois, 1981
- Autres écrits sur le jazz, tome 2 (1946 – 1957) – Bourgois, 1982

### На български
- Сърца за изтръгване, „Х. Г. Данов“, 1981
- Червената трева, „Факел“, 1984
- Пяната на дните, „Народна култура“, 1989
- Човекът вълк, сборник разкази, „Х. Г. Данов“, 1989
- Ще плюя на вашите гробове, „Булфест 2000“, 1992
- Есен в Пекин, „Фама“, 1996
- Веркокен и планктонът, „Фама“, 1999, под името „Планктон“
- Смут сред тревите, „Фама“, 2000
- Мъртвите имат еднаква кожа, „Фама“, 2001
- Приказка за прочит от средни хора, „Фама“, 2001
- Наръчник на Сен-Жермен-де-Пре, „Леге Артис“, 2003
- Заблудени мацки, „Фама“, 2005
- Културни развлечения, „Фама“, 2013
- Статистът, „Фама“, 2016
- Генерали на следобедна закуска, „Фама“, 2018